# Abdelmalek Sayad
Abdelmalek Sayad (Aghbala, 24 novembre 1933 – Dommartin, 13 marzo 1998) è stato un sociologo e filosofo algerino, direttore di ricerca presso il Centre national de la recherche scientifique (CNRS) e l'École des hautes études en sciences sociales (EHESS) di Parigi, assistente, collaboratore e amico di Pierre Bourdieu. Fine conoscitore della comunità nordafricana in Francia, è stato descritto dai suoi amici come il "Socrate d'Algeria".
Considerato uno dei principali teorici degli studi contemporanei sulle migrazioni, la sua influenza non si limitò alla sociologia ma si estese in settori come l'antropologia, la psicologia, la geografia e il diritto. La sua produzione intellettuale si distinse per essere impegnata nella denuncia delle contraddizioni sociali vissute dai migranti sia nella società di destinazione che nella società di origine. Inoltre, diventò noto negli studi sulle migrazioni per l'utilizzo di tecniche di intervista che permisero ai suoi intervistati di sviluppare riflessioni sul fenomeno migratorio stesso, e sulle proprie esperienze. Questo gli valse il soprannome di "impiegato pubblico", datogli da Pierre Bourdieu.

## Biografia
Abdelmalek Sayad nacque ad Aghbala, un comune di Beni Djellil in Cabilia, una regione berbera e montuosa nel nord dell'Algeria, terzo e unico maschio di una famiglia di cinque figli. Nacque in realtà con il nome di Malek Ath-Messaoud ma fu registrato come Abdelmalek Sayad. Il suo primo nome derivava da un fratello morto due anni prima della sua nascita. E il cognome Sayad sostituì, per autorità coloniale, il suo "vero" cognome, quello della tribù Ath-Messaoud. Aghbala era composto da clan rivali e la sua famiglia era costituita da leader locali in declino politico in seguito ad una rivalità tra tribù che fu alimentata dalla lunga occupazione francese.

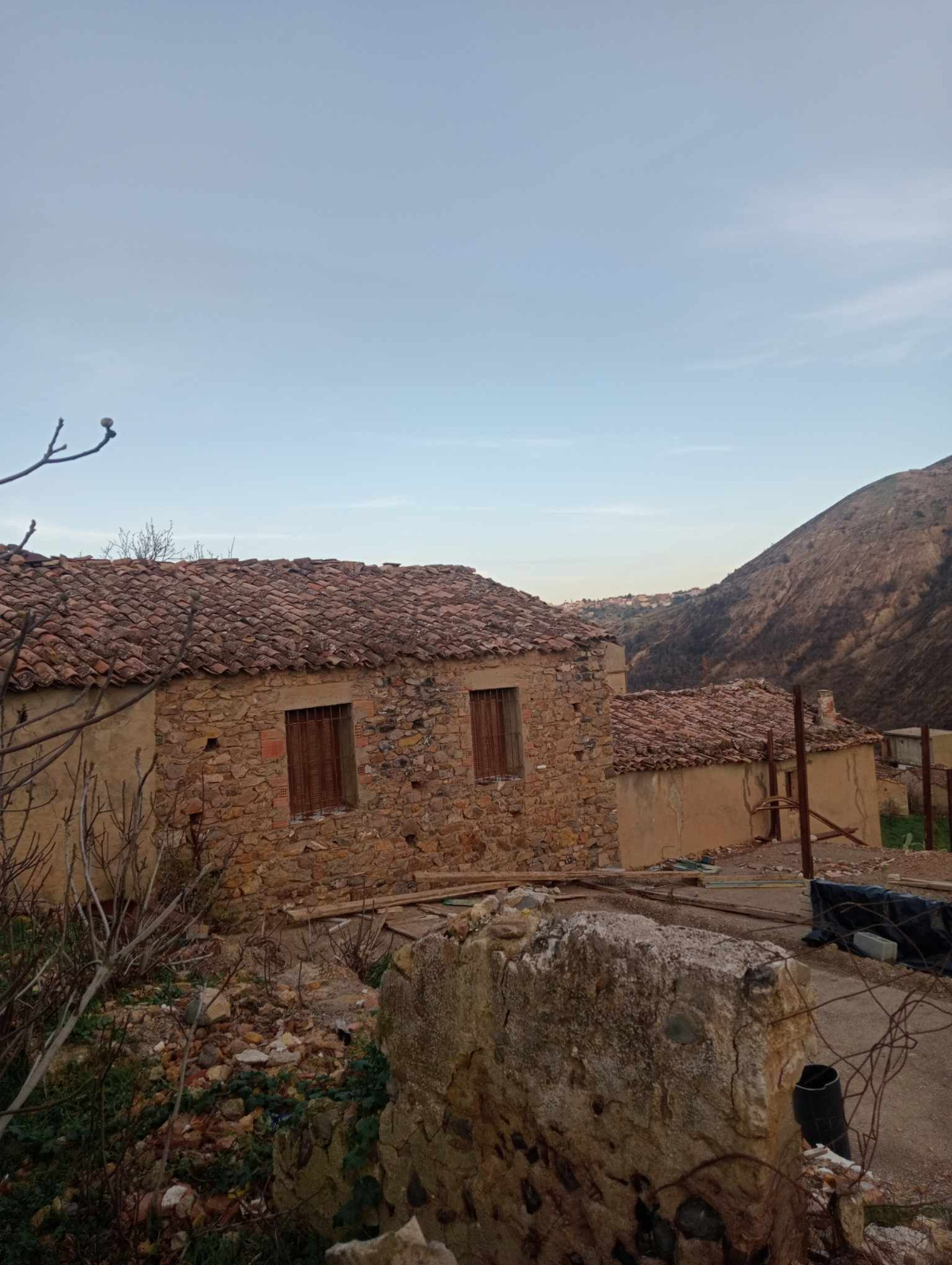
L'abitazione in cui visse tra il 1933 e il 1943

Entrò nella scuola del suo villaggio natale all'età di sette anni e continuò i suoi studi al liceo di Béjaïa (Bougie). Quindi andò nella scuola normale di Bouzareah, vicino ad Algeri, e fu nominato insegnante nella scuola nel quartiere Barbarossa della Kasbah di Algeri. Tra il 1958 e il 1961 Sayad studiò filosofia e psicologia, morale e sociologia, all'Università di Algeri. La capitale algerina era alla fine di un periodo sanguinoso noto come la battaglia di Algeri (1954-1957). In questa fase, Sayad iniziò un'attiva militanza anticoloniale. Seguì, con crescente interesse, i movimenti che chiedevano l'indipendenza algerina e si unì al movimento liberale. Lo considerò un movimento democratico, laico, con un'agenda progressista, focalizzato sulle sfide effettive vissute dalla società algerina,  e quindi critico  nei confronti dei nazionalisti del FLN e dell'"Algeria francese" perché entrambi questi  movimenti escludevano la convivenza tra le diverse nazionalità di europei e musulmani.
È in questo scenario turbolento che Sayad decise di seguire il corso tenuto da Pierre Bourdieu che, dopo un periodo di servizio militare nella stessa Algeria (1955-1957), diventò assistente professore di filosofia all'Università di Algeri (1958-1960).  La sua esperienza nel servizio di documentazione e informazione presso la sede del Governatorato Generale, compreso il contatto con gli studi etnologici sulla condizione coloniale nella stessa Algeria, gli permisero di tenere corsi che suscitavano l'interesse degli studenti locali. Con l'insegnamento della sociologia francese, delle antropologie funzionaliste, strutturaliste e culturaliste, Bourdieu attiverà intellettuali algerini, come, ad esempio, Mouloud Feraoun, che, attraverso i romanzi, offrirono importanti riflessioni sulle società rurali del Maghreb e sull'impatto del colonialismo francese. A ciò si aggiungeva il fatto che, all'epoca, il giovane professore aveva appena pubblicato Sociologie de l'Algérie, un libro che suscitava, allo stesso tempo, un ampio interesse da parte di un pubblico anticolonialista e repulsione tra coloro che difendevano la permanenza francese in Algeria. Da questo incontro, Abdelmalek Sayad e Pierre Bourdieu avrebbero sviluppato un'amicizia duratura e una partnership accademica.
Nel 1963 si trasferì in Francia. Inizialmente lavoratore temporaneo presso il Centro di Sociologia Europea dell'École des hautes études en sciences sociales (EHESS), nel 1977 è entrò a far parte del Centre national de la recherche scientifique (CNRS), dove fu nominato direttore della ricerca in sociologia. Pur avendone avuto il diritto, Sayad decise di rinunciare per tutta la vita alla cittadinanza francese.

## Il pensiero
È stato uno dei primi a guardare al fenomeno dell'immigrazione come fatto sociale totale, non soltanto legato in termini economici di costi e vantaggi.
Al centro della sua analisi, la questione emigrante-immigrato fu vista come risultato di due sistemi interagenti: quello legato a variabili d'origine (sociali, ossia le competenze che il soggetto svolge prima dell'emigrazione) e quello che dipende dalle variabili d'arrivo (ciò che nella società francese determina il destino del soggetto), in una prospettiva diacronica (storica) e sincronica (presente o addirittura atemporale), toccando i temi importanti della colonizzazione e della decolonizzazione dell'Algeria.
Altri temi che la sua ricerca ha toccato furono la paura del clandestino di essere considerato come un criminale, il nazionalismo, la migrazione come colpa, il disambientamento e le politiche di inclusione, l'iper-correttezza sociale (che si traduce in neutralità politica), la sottomissione, la militarizzazione delle frontiere, la costruzione del nemico definito da caratteri etnici ecc.
A lui fu dedicato il n. 341 di "aut aut", gennaio-marzo 2009 ISBN 9788842815914, con articoli di Pier Aldo Rovatti, Abdelmalek Sayad, Ahmed Boubeker, Yassine Chaïb e Davide Durì. 

## Vita privata
Era sposato con Rebecca Sayad. Nel 2006 i suoi archivi furono donati dalla vedova alla Cité nationale de l'histoire de l'immigration (Parigi).

## Opere
- (con Pierre Bourdieu), Le Déracinement: La crise de l'agriculture traditionnelle en Algérie, Paris, Les Éditions de Minuit, 1964
- L'immigration, ou les paradoxes de l'altérité, De Boeck Université, 1992
- (con Éliane Dupuy), Un Nanterre algérien, terre de bidonvilles, Autrement, 1998
- (con Alain Gillette), L'immigration algérienne en France, Paris, Entente, 1976 (con lo pseudonimo Malek Ath-Messaoud), 1998 (a nome proprio)
- La double absence. Des illusions de l'émigré aux souffrances de l'immigré. Paris, Éditions du Seuil, 1999
  - La doppia assenza. Dalle illusioni dell'emigrato alle sofferenze dell'immigrato, a cura di Salvatore Palidda, Milano, Raffaello Cortina, 2002 ISBN 88-7078-759-1
- Prefazione a Yassine Chaïb, L'emigré et la mort: la mort musulmane en France, Aix-en-Provence, Edisud, 2000
- Histoire et recherche identitaire suivi de Entretien avec Hassan Arfaoui, Bouchène, 2002
- Algeria: nazionalismo senza nazione, a cura di Salvatore Palidda e Nino Recupero, Messina, Mesogea, 2003 ISBN 88-469-2027-9
- L'immigration ou les paradoxes de l'altérité. 1. L'illusion du provisoire, Paris, Raisons d'agir, 2006
  - L'immigrazione o i paradossi dell'alterità. L'illusione del provvisorio, trad. Sara Ottaviani, Verona, Ombre Corte, 2008 ISBN 978-88-95366-10-4
- L'immigration ou les paradoxes de l'altérité. 2. Les enfants illégitimes, Paris, Raisons d'agir, 2006
- L'immigration ou les paradoxes de l'altérité. 3. La fabrication des identités culturelles, Paris, Raisons d'agir, 2014
- Association des amis d'Abdelmalek Sayad (a cura di), Actualité de la pensée d'Abdelmalek Sayad, Casablanca, Éditions Le Fennec, 2010
- Yacine Tassadit, Yves Jammet e Christian de Montlibert, Abdelmalek Sayad; la découverte de la sociologie en temps de guerre, Nantes, Éditions Nouvelles Cécile Defaut, 2013
- Christian de Montlibert, Les souffrances de l'émigré, les souffrances de l'immigré, Koinonikes Epistimes / Social Science, n. 2., 2013
- Abdelmalek Sayad, Ahmed Boubeker e Abdellali Hajjat, Abdelmalek Sayad: per una teoria postcoloniale delle migrazioni, a cura di Gennaro Avallone e Salvo Torre, Catania, Il Carrubo, 2013 ISBN 978-88-98352-00-5
- L'école et les enfants de l'immigration, Paris, Seuil, 2014
- Una Nanterre algerina. Terra di bidonville, a cura di S. Paone e A.Petrillo, Pisa, Ets, 2019. ISBN 978-8846753243
- (con Pierre Bourdieu) Lo sradicamento. La crisi della agricoltura tradizionale in Algeria, traduzione e cura di Sonia Paone, Pisa, Ets, 2022 ISBN 978-8846763921